# Valle de Abdalajís
Valle de Abdalajís ist eine Gemeinde (municipio) mit 2.435 Einwohnern (Stand: 2024) in der Provinz Málaga in der Autonomen Region Andalusien im Süden Spaniens. 

## Geographie
Das Dorf liegt im Herzen der Sierra de Penibetica und am Fuße der Sierra de Abdalajís. Die Gemeinde ist flächenmäßig eine der kleinsten in der Provinz Málaga. Valle de Abdalajís liegt in der Nähe von Antequera (21 km), Álora und der Stadt Málaga (50 km).  

## Geschichte
In der heutigen Gemeinde befand sich die alte Römerstadt Nescania, welche im 4. Jahrhundert von den Vandalen zerstört wurde. Der heutige Ort entstand im 16. Jahrhundert auch wenn es Überreste gibt, welche in das Paläolithikum zurückreichen. Er entstand um ein Landgut und trennte sich 1559 von Antequera. Bis zum 19. Jahrhundert befand er sich als eine Herrschaft in Feudalbesitz.

## Bevölkerungsentwicklung
| 1842  | 1900  | 1950  | 1980  | 1990  | 2000  | 2010  | 2020  |
| ----- | ----- | ----- | ----- | ----- | ----- | ----- | ----- |
| 2.859 | 3.607 | 3.615 | 3.033 | 2.999 | 2.972 | 2.742 | 2.502 |

## Wirtschaft
Historisch gesehen basierte die Wirtschaft der Region auf der Erzeugung und Verarbeitung von landwirtschaftlichen Produkten (Oliven, Getreide und Milch). Heute ist der ländliche Tourismus ein wichtiger Wirtschaftszweig, aber die Olivenproduktion ist weiterhin die Hauptwirtschaftsquelle. In den Bergen des Dorfes können Besucher Klettern, Gleitschirmfliegen und andere Extremsportarten betreiben.